# Maximiliano Crespo Rivera
Maximiliano Crespo Rivera (Buga, Valle, 18 de octubre de 1866- † Palmira, Valle, 7 de noviembre de 1940), Fue un obispo colombiano de la Iglesia católica. Fue el tercer arzobispo de la Arquidiócesis de Popayán, obispo de la Diócesis de Antioquia y, al ser creadas las Diócesis de Jericó y la Diócesis de Santa Rosa de Osos, fue su primer pastor.

## Biografía

### Primeros años y formación
Nació en Buga el 18 de octubre de 1861 y fue bautizado el mismo día. Fueron sus padres don Primitivo Crespo y doña Carmen Rivera. Su madre murió en marzo de 1866 y Maximiliano quedó bajo la tutela de su abuela y de una tía paterna. 
Hizo sus primeras letras en escuelas y colegios privados y en el seminario de Popayán.
Ingresó en el seminario de Bogotá en Pascua de Resurrección de 1879.

### Sacerdocio
El 3 de junio de 1885 murió su padre y el 8 de septiembre de ese mismo año recibió la ordenación sacerdotal de manos del Ilustrísimo Señor Telésforo Paúl, incardinándose a la Diócesis de Popayán. 
Ingresó en la Compañía de Jesús, en diciembre de 1886, pero tuvo que retirarse de ella por enfermedad en mayo de 1889.
Recibió el cargo de visitador de la vicaría de Tuluá, Cartago y Roldanillo con facultades extraordinarias para desempeñarlo. Luego estuvo, durante cuatro años, en la vicerrectoría de la Universidad del Cauca hasta que el 24 de septiembre de 1894 se posesionó como rector. En agosto de 1896 el obispo Manuel José Cayzedo lo nombró su secretario para las visitas canónicas dentro de la diócesis y en los viajes que fueran pertinentes.

## Episcopado

### Obispo de Santa Fe de Antioquia
Fue preconizado obispo de Santa Fe de Antioquia el 18 de octubre de 1910 por San Pio X, y el 24 de febrero de 1911 recibió la consagración episcopal en Buga de manos de Monseñor Manuel Antonio Arboleda Scarpetta. Durante seis años estuvo al frente de la Sede episcopal de Santa Fe de Antioquia, aunque no todo ese tiempo residió en su capital.

### Obispo en Santa Rosa de Osos
Trabajó por la creación de la Diócesis de Jericó y la Diócesis de Santa Rosa de Osos, siendo de esta su primer obispo a partir del 7 de febrero de 1917. 

### Arzobispo de Popoyán
Fue nombrado Arzobispo de Popayán y tomó posesión de esta jurisdicción eclesiástica el 9 de abril de 1924.

### Fallecimiento
Murió en Palmira el 7 de noviembre de 1940.

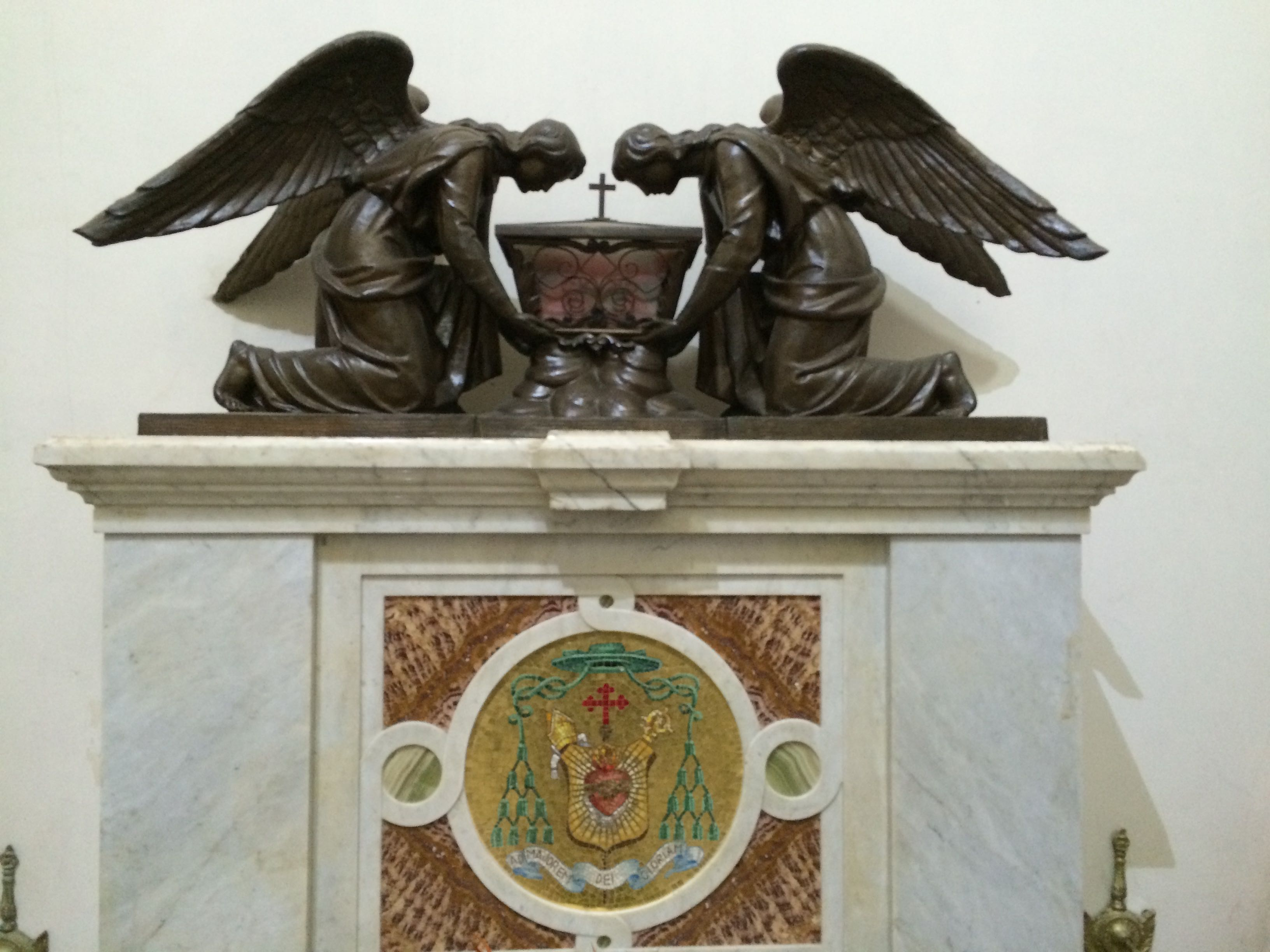
Relicario que contiene el corazón de Maximiliano Crespo en la Catedral de Santa Rosa de Osos.